# Lucius Sempronius Ingenuus
Lucius Sempronius Ingenuus war ein im 2. Jahrhundert n. Chr. lebender Angehöriger der römischen Armee, der in den römischen Ritterstand (Eques) aufstieg.
Durch eine Inschrift, die in Lambaesis gefunden wurde, ist belegt, dass Ingenuus 151/152 ein ehemaliger Primus Pilus (primipilaris) der Legio III Augusta war, die ihr Hauptlager in Lambaesis hatte. Durch Militärdiplome, die zum Teil auf den 21. Juli 164 datiert sind, ist belegt, dass Ingenuus 164 Statthalter (Prokurator) in der Provinz Dacia Porolissensis war.
Laut Hans-Georg Pflaum und Brian Dobson war Ingenuus in den 12 Jahren zwischen 152 und 164 unter anderem vermutlich Kommandeur (Tribunus) einer Cohors vigilum, einer Cohors urbana und einer Cohors praetoria in Rom. Laut Hans-Georg Pflaum und Yann Le Bohec wurde er vor seiner Statthalterschaft ein weiteres Mal Primus Pilus.

## Datierung
Die Inschrift aus Lambaesis wird bei der Epigraphik-Datenbank Clauss-Slaby und bei der Epigraphischen Datenbank Heidelberg auf 151/152 datiert.